# Davey Rimmer
Pour les articles homonymes, voir Rimmer.
 (décembre 2017).
 Davey Rimmer , né le 6 décembre 1968 à Liverpool, est un musicien britannique. Il est le dernier bassiste en date du groupe Uriah Heep.

## Biographie
Diablo a rejoint Uriah Heep en 2013 pour leur dernier album the new Outsider album en remplacement de Trevor Bolder, malade d'un cancer dont il allait mourir. 
En 2022, il rejoint le groupe Elegant Weapons en tant que bassiste. 